# Juja Osako
Juja Osako (japonsko 大迫 勇也), japonski nogometaš, * 18. maj 1990.
Za japonsko reprezentanco je odigral 57 uradnih tekem.